# Stephanopis acanthogastra
Stephanopis acanthogastra là một loài nhện trong họ Thomisidae.
Loài này thuộc chi Stephanopis. Stephanopis acanthogastra được Cândido Firmino de Mello-Leitão miêu tả năm 1929.